# NGC 6335
NGC 6335 (другое обозначение — ESO 454-**10) — группа звёзд в созвездии Скорпион.
Этот объект входит в число перечисленных в оригинальной редакции «Нового общего каталога».